# Кевхишвили, Николай Алексеевич
Николай Алексеевич Кевхишвили (1923 год, село Акура, Телавский район, ССР Грузия — неизвестно, село Акура, Телавский район, Грузинская ССР) — бригадир колхоза села Акура Телавского района, Грузинская ССР. Герой Социалистического Труда (1966).

## Биография
Родился в 1923 году в крестьянской семье в селе Акура Телавского района. Трудовую деятельность начал в местном колхозе «Моциване» (позднее — колхоз села Акура) Телавского района.
В годы Семилетки (1959—1965) возглавлял бригаду виноградарей, которая ежегодно показывала высокие трудовые результаты и по итогам социалистического соревнования заняла передовое место среди трудовых коллективов Телавского района. Указом Президиума Верховного Совета СССР от 1 сентября 1951 года удостоен звания Героя Социалистического Труда за «получение в 1950 году высоких урожаев сортового зелёного чайного листа и винограда» с вручением ордена Ленина и золотой медали «Серп и Молот» (№ 10913).
Член КПСС. Избирался делегатом XXVII съезда КПСС.
После выхода на пенсию проживал в родном селе Акура Телавского района. С 1989 года — персональный пенсионер союзного значения. Дата смерти не установлена.
Награды
- Герой Социалистического Труда
- Орден Ленина
- Орден Трудового Красного Знамени (05.09.1950)